# Nikolajs Kabuls
Nikolajs Bernhards Kabuls (deutsch: Nikolai Bernhard Kabul, * 12. Novemberjul. / 25. November 1912greg. in Riga; † Mai 1944 in Sewastopol) war ein lettischer Fußballspieler deutsch-baltischer Herkunft.

## Karriere und Leben
Nikolajs Kabuls wurde im Jahr 1912 in Riga in eine deutsch-baltische Familie geboren. Sein Bruder Georgs (Georg) spielte als Torhüter ebenfalls Fußball und absolvierte ein Länderspiel für Lettland. 
Kabuls spielte seit 1924 in den Jugendmannschaften von Union Riga, einem Verein der Deutschbalten im Raum Riga. 1930 stieg er mit der Mannschaft in die Virslīga, die höchste lettische Spielklasse auf. Nach der Saison 1931 wechselte Kabuls zum LSB Riga. Mit seinem neuen Verein stieg Kabuls am Ende der Saison 1932 ab. Er wechselte daraufhin zurück zu Union. Nachdem Union 1935 auch aus der Virslīga abgestiegen war, beendete Kabuls seine Karriere als Fußballspieler.
Im Jahr 1939 wurde Kabuls als Deutschbalte repatriiert.
Als Obergefreiter der deutschen Wehrmacht fiel Kabuls im Mai 1944 in Sewastopol, während der Schlacht um die Krim.

## Weblink
- Lebenslauf bei kazhe.lv (lettisch)